# De Grasse (sous-marin)
Pour les articles homonymes, voir de Grasse et de Grasse (navire).
Le de Grasse (numéro de coque S638) est un sous-marin nucléaire d'attaque (SNA) français. C’est le quatrième des six sous-marins de la classe Suffren. Il porte le nom du lieutenant général des armées navales et vice-amiral François Joseph Paul de Grasse, commandant la flotte française lors de la bataille de la baie de Chesapeake.
Sa construction s’inscrit dans le programme Barracuda, qui coordonne la mise en service de la deuxième génération de SNA de la Marine nationale. La commande est formalisée le 18 juillet 2014, soit un an après la date initialement décidée. Le début de la construction du sous-marin dans le chantier Laubeuf commence le 31 juillet 2023, soit 11 jours après que son prédécesseur, le Tourville, est sorti du chantier. Le 27 mai 2025, le sous-marin sort de son hall de construction afin d'être transféré vers le dispositif de mise à l'eau.